# 自由之靈弟兄會
自由之靈弟兄會（Brothers of the Free Spirit）是一個於13世紀在法國北部，弗拉芒语-德語區（Flemish-German），由貝居安修會（Beguines & Beghards）天主教修女發起的平信徒的神秘主義運動。這些不發終身願、不受誓約限制的修女們，追求個人在宗教信仰上的完全，反對道德律法主義、反對教會所表現出的腐敗與專權；她們希望模仿初期教會的使徒，以群居方式過著與上帝結合的生活，因此得名。

## 波芮特的《單純靈魂之鏡》
美國史家利亞（Henry Charles Lea, 1825 ~1909）認為波芮特（Marguerite Porete）是第一位自由之靈運動使徒；1310年在經過長時間的審問後，在巴黎以異端之名被燒死 。
波芮特為一詩人著有《單純靈魂之鏡》（Mirror of Simple Souls），她認為一個靈魂是有能力來回應主的愛；當一個靈魂由上帝而出，就像鐘聲傳遞出來。有些靈魂迅速的回應上帝的愛，另一些則較為遲鈍；一個人完全的否定自己，是指銷毀自我意志、自我擁有、自我知識，而由上帝的意志、上帝的擁有、上帝的智慧來取代而復活。一個高貴的靈魂看這個「死」與「復活」，是他在上帝面前自然的位置；而靈魂是可以除了愛，而沒有任何慾望的。波芮特的著作《單純靈魂之鏡》影響自由之靈運動甚大；該書原以古法文書寫，她被燒死時雖然亦被燒毀，然卻被她的追隨者以其他名字之作者存留下來，並翻譯為歐洲其他語言，直到廿世紀才再度被學者發覺並研究。

## 自由之靈異端
波芮特死後自由之靈的教義，在教宗革利免五世主持的維也納會議中（Council of Vienne, 1311~12）叛為異端，並使當地一些追隨他的人同遭處決；波芮特也被由貝居安修會中除名。自由之靈運動自此被稱為自由之靈異端（The Heresy of the Free Spirit）。自由之靈運動基本上憎惡教會，輕視教會的禮儀與聖事，相信安貧所帶出的屬靈意義，最主要的認為每個人都可以成為神。他們宣稱自己具有，與上帝直接接觸的經驗，因此不需要教會與聖經做為其間的連結管道。另有些人則宣稱，他們已經屬靈了，故此可以隨自己身體的慾望而行；到十五世紀時自由之靈弟兄會因極端的思想，亦為其他神秘主義者所排斥。